# Internationaal Agentschap voor hernieuwbare energie

Kaart van deelnemende landen. Groen: landen die het verdrag hebben geratificeerd. Blauw: landen die het verdrag wel hebben getekend maar nog niet geratificeerd.

Het Internationaal Agentschap voor hernieuwbare energie (Engels: International Renewable Energy Agency, afgekort IRENA) is een internationale organisatie die zich inzet voor de promotie van het gebruik van duurzame energie.
IRENA is in 2009 opgericht en zorgt onder andere voor toegang tot alle relevante informatie omtrent duurzame energie, zoals technische data. Verder verschaft IRENA advies en steun aan overheden, en coördineert de andere duurzame energie-organisaties zoals REN21.
Het hoofdkwartier van de organisatie zit in Abu Dhabi.

## Geschiedenis
Het idee voor IRENA is terug te voeren naar Hermann Scheer. Hij pleitte onder andere als president van EUROSOLAR en lid van de World Council for Renewable Energy voor de oprichting van een internationale organisatie die zich in zou zetten om duurzame energie te promoten.
In november 2003 nam de World Wind Energy Association (WWEA) een resolutie aan waarmee de oprichting van IRENA werd gesteund. Op 10 en 11 april 2008 vond in Berlijn een conferentie omtrent de oprichting van IRENA plaats. Vertegenwoordigers van 54 landen waren hierbij aanwezig. Op 26 januari 2009 vond de officiële oprichting van IRENA plaats in Bonn, Duitsland. 75 landen tekenden hierbij het verdrag waarin de doelstellingen van IRENA waren vastgelegd.
Op 15 juni 2010 gaf de WWEA hun World Wind Energy Award aan de oprichters van IRENA.
Op 4 april 2011 werd Adnan Amin ingezworen als eerste directeur-generaal van IRENA.

## Leden
Anno 2014 hebben 169 landen en de Europese Unie het verdrag van IRENA getekend. 135 van die landen hebben het verdrag ook daadwerkelijk geratificeerd. Onder de leden bevinden zich vrijwel alle Europese en Afrikaanse landen, en economische grootmachten als de Verenigde Staten, India, Japan en Australië.

## Verenigde Naties
IRENA streeft naar samenwerking met de Verenigde Naties en gerelateerde organisaties als de Universiteit van de Verenigde Naties, UNESCO, de wereldbank, en de Wereldhandelsorganisatie.